# Las Águilas
Las Águilas és un barri de Madrid integrat en el districte de Latina. Té una superfície de 360,96 hectàrees i una població de 56.852 habitants (2009). Limita al nord amb Aluche, a l'oest amb Campamento, a l'est amb Vista Alegre i Buenavista (Carabanchel) i al sud amb Cuatro Vientos. Està delimitat al sud per l'Avinguda de la Aviación, a l'est per l'Avinguda de los Poblados i al nord pel Passeig d'Extremadura.